# Перекрёстная проверка
Перекрёстная прове́рка (кросс-проверка, кроссвалидация, скользящий контроль; англ. cross-validation) — метод оценки аналитической модели и её поведения на независимых данных. При оценке модели имеющиеся в наличии данные разбиваются на k частей. Затем на k−1 частях данных производится обучение модели, а оставшаяся часть данных используется для тестирования. Процедура повторяется k раз; в итоге каждая из k частей данных используется для тестирования. В результате получается оценка эффективности выбранной модели с наиболее равномерным использованием имеющихся данных.